# Movimento Nazional Socialista del Cile
Il Movimento Nazional Socialista del Cile (Movimiento Nacional Socialista de Chile) fu un movimento politico cileno attivo negli anni 1930 e gli anni 1940, inizialmente vicino alle idee di Adolf Hitler e più tardi spostatosi sulle posizioni del fascismo italiano. I membri erano noti col nome di nacistas.

## Storia
Il movimento fu fondato nell'aprile 1932 dal Generale Diaz Valderrama, da Carlos Keller (principale ideologo del gruppo) e da Jorge González von Marées detto El Jefe, equivalente ispanico di Duce e Führer, che ne divenne il leader. Il partito inizialmente seguì le idee del nazionalsocialismo, sottolineando la componente antisemita. Ricevette il sostegno finanziario dalla popolazione di origine tedesca del Cile, arrivando a contare ventimila iscritti, in maggior parte tra la popolazione peones.
Il movimento si impegnò per costruire in Cile uno Stato Corporativo, basato sulla collaborazione tra le classi sociali (in antitesi alla lotta di classe marxista ed all'individualismo capitalista) e sulla socializzazione dei mezzi di produzione. Costituì inoltre una propria milizia, simile a quelle dei fascismi europei: la "Tropas Nacistas de Asalto".
Tuttavia le simpatie per il nazionalsocialismo furono presto abbandonate verso la fine del decennio, con l'affermazione da parte di González von Marées che l'uso del termine 'nazional socialista' fu un errore da parte sua. Venne ridimensionato l'antisemitismo e l'azione venne improntata maggiormente all'instaurazione di un sistema economico e sociale che guardava al modello fascista italiano, sebbene singoli membri del movimento (su tutti Miguel Serrano) continuassero a vedere positivamente l'esperienza tedesca e la figura di Adolf Hitler.
Alle politiche del 1937 il partito ottenne tre deputati (3,5% dei voti)..
Nel 1938 si fuse con l'Unione Socialista per creare l'Alianza Popular Libertadora (APL), che sostenne il generale Carlos Ibáñez del Campo nella candidatura per le elezioni presidenziali cilene dello stesso anno.

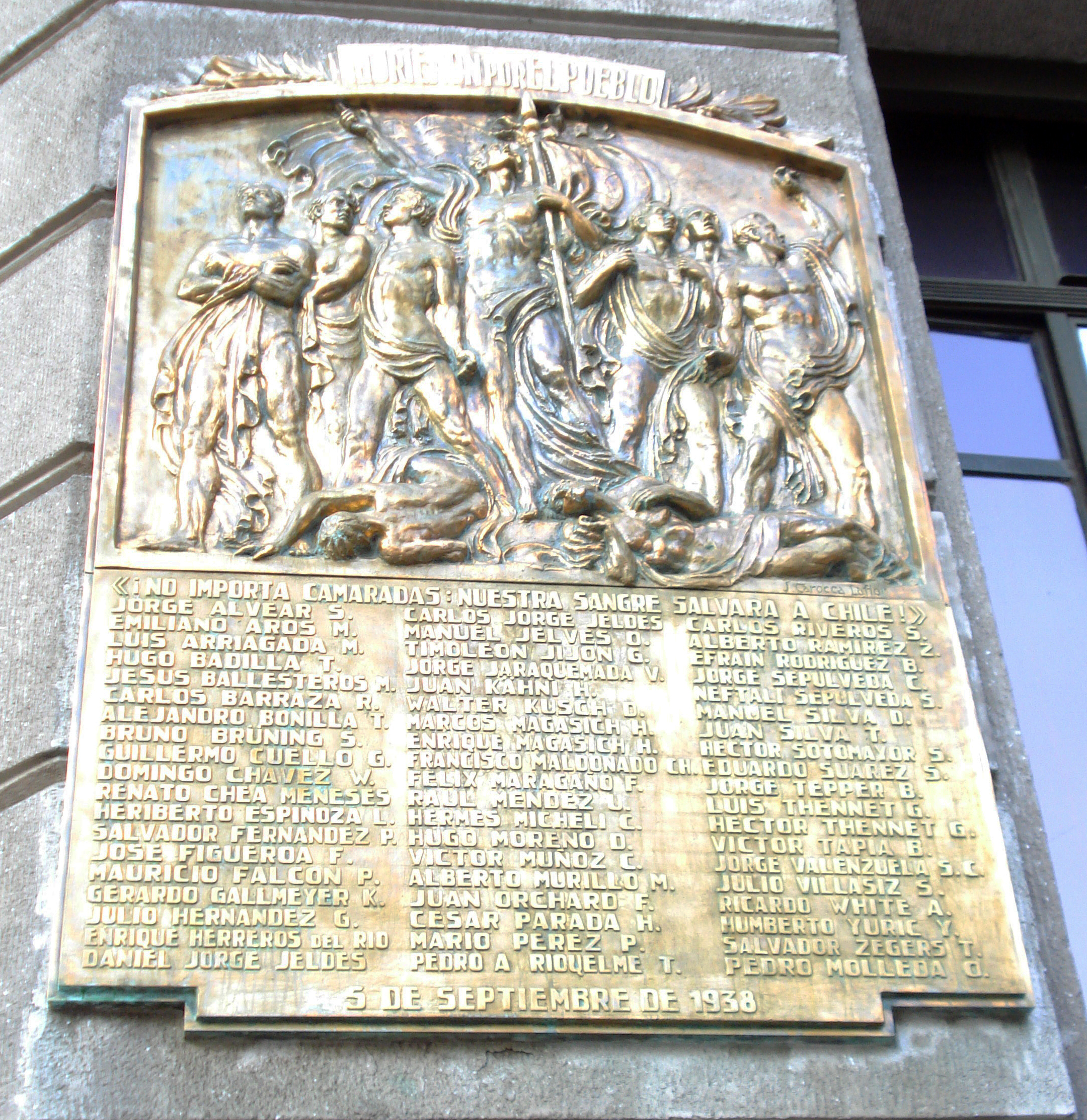
Una targa in ricordo del massacro del Seguro Obrero

Nel settembre del 1938 il movimento tentò un colpo di Stato, che fu represso in maniera spietata con il massacro di Seguro Obrero, (così chiamato perché avvenne durante l'occupazione della sede di un istituto previdenziale, l'edificio del Seguro Obrero) avvenuto con l'esecuzione sommaria di cinquantanove nazisti membri del movimento, forse su diretto ordine del presidente Arturo Alessandri. Ciò portò Ibáñez su posizioni avverse e di condanna al Movimento nazional-socialista del Chile, anche su indicazione di Gustavo Ross, portando un sostegno indiretto al candidato del Partito Radicale del Cile, Pedro Aguirre Cerda, che vinse le elezioni dell'anno successivo.
González von Marées subì l'arresto venendo condannato a vent'anni di carcere per essere poi rilasciato poco dopo ricevendo la grazia dal nuovo presidente Pedro Aguire Cerda. Nel 1939 venne a crearsi una divisione interna a causa dell'uscita dal movimento di alcuni membri della APL, fondando la Vanguardia Popular Socialista, che non ebbe particolare successo e si sciolse nel 1942.
Nel 1945 la APL si fuse con il Partito Agrario, per formare il Partido Agrario Laborista (PAL), scontentando gli elementi rivoluzionari che si opponevano ad un'alleanza con un partito palesemente di destra e conservatore. 
Degli ex membri del partito solo Jorge Prat guadagnò posizioni politiche influenti in Cile: tra 1949 e 1954 portò avanti la pubblicazione di un settimanale di carta, Estanquero, servì come ministro nel governo di Carlos Ibáñez del Campo e tentò l'elezione a presidente nel 1964 senza successo.